# 楊亭駅
楊亭駅（ヤンジョンえき）は、大韓民国釜山広域市釜山鎮区にある釜山交通公社1号線の駅である。駅番号は121。

## 駅構造
相対式ホーム2面2線の地下駅で、スクリーンタイプのホームドアが設置されている。出入口は9箇所に設けられている。

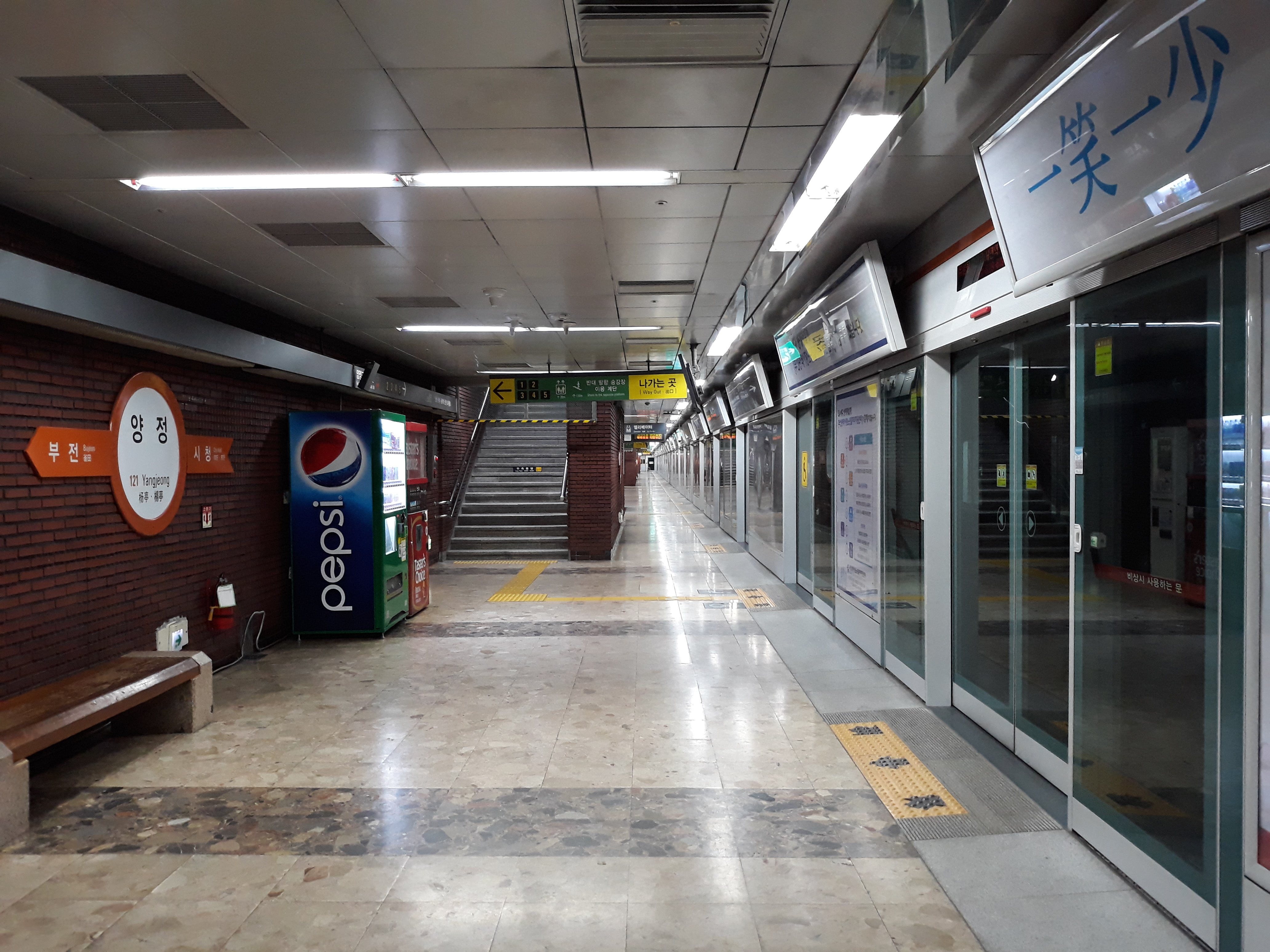
上りホーム（2018年3月）
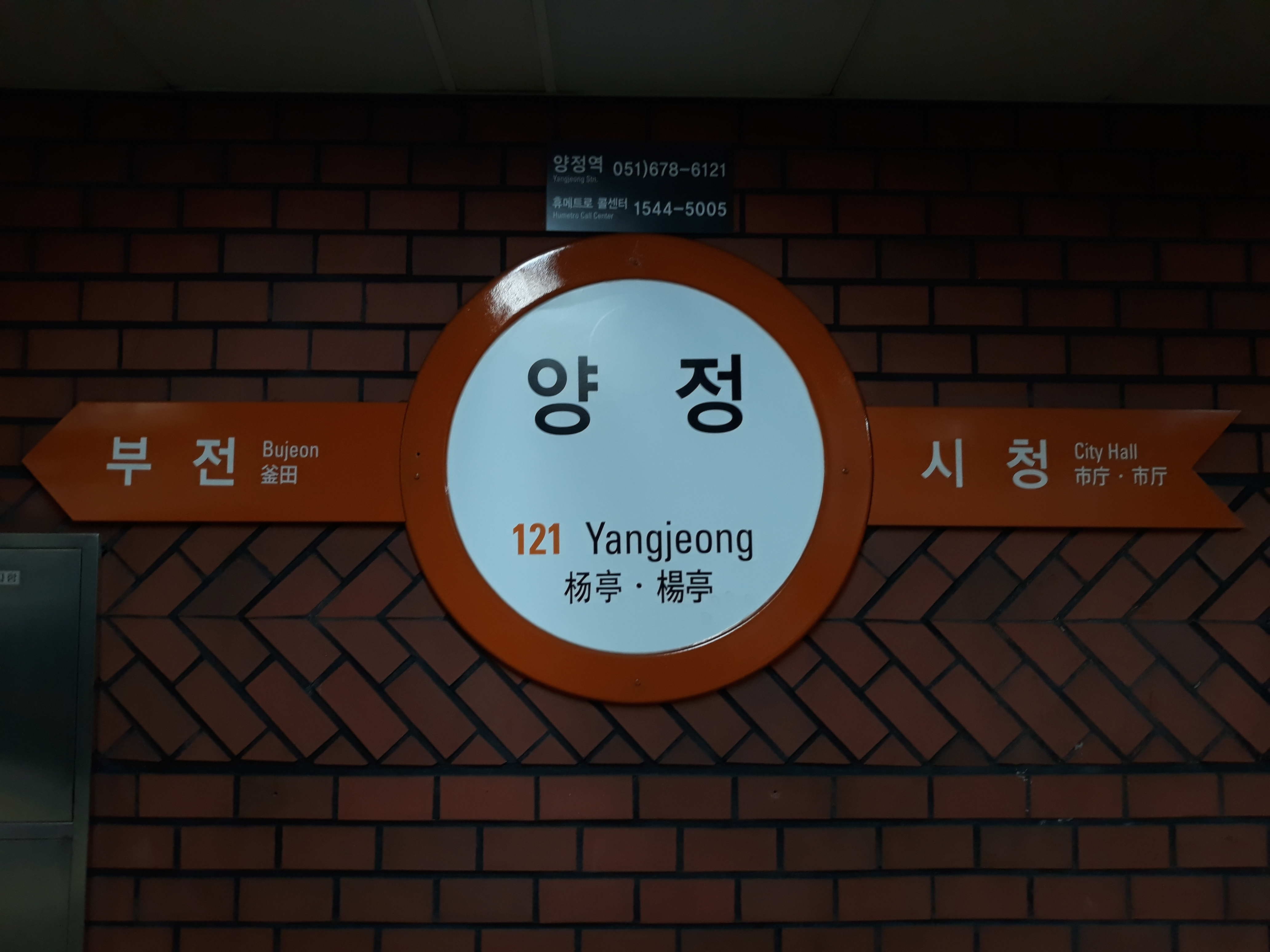
駅名標
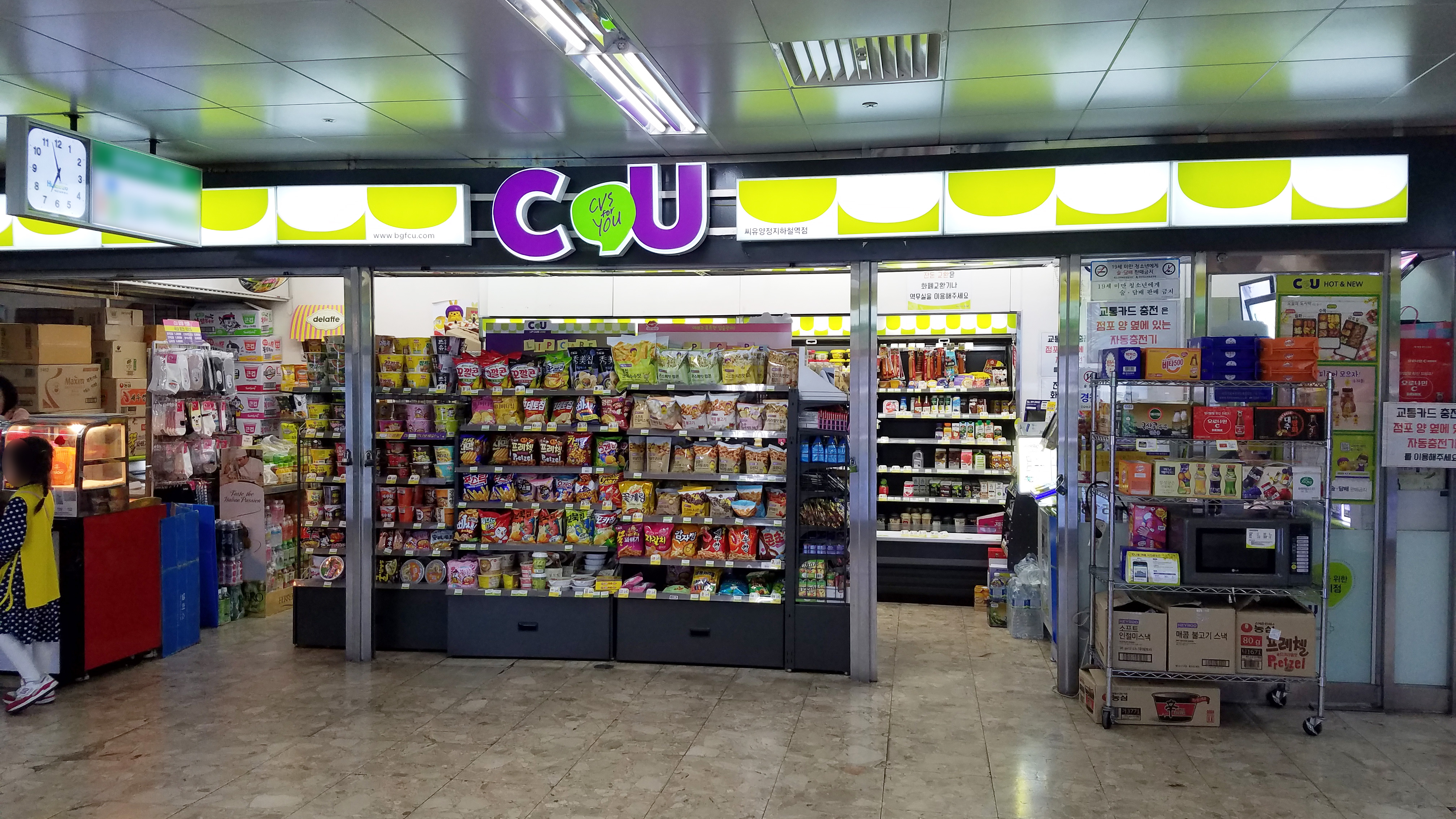
CU楊亭地下鉄駅店

### のりば
| 上り | 1号線 | 多大浦海水浴場方面 |
| 下り | 1号線 | 老圃方面           |

## 歴史
- 1985年7月19日 - 1号線開通と同時に開業。

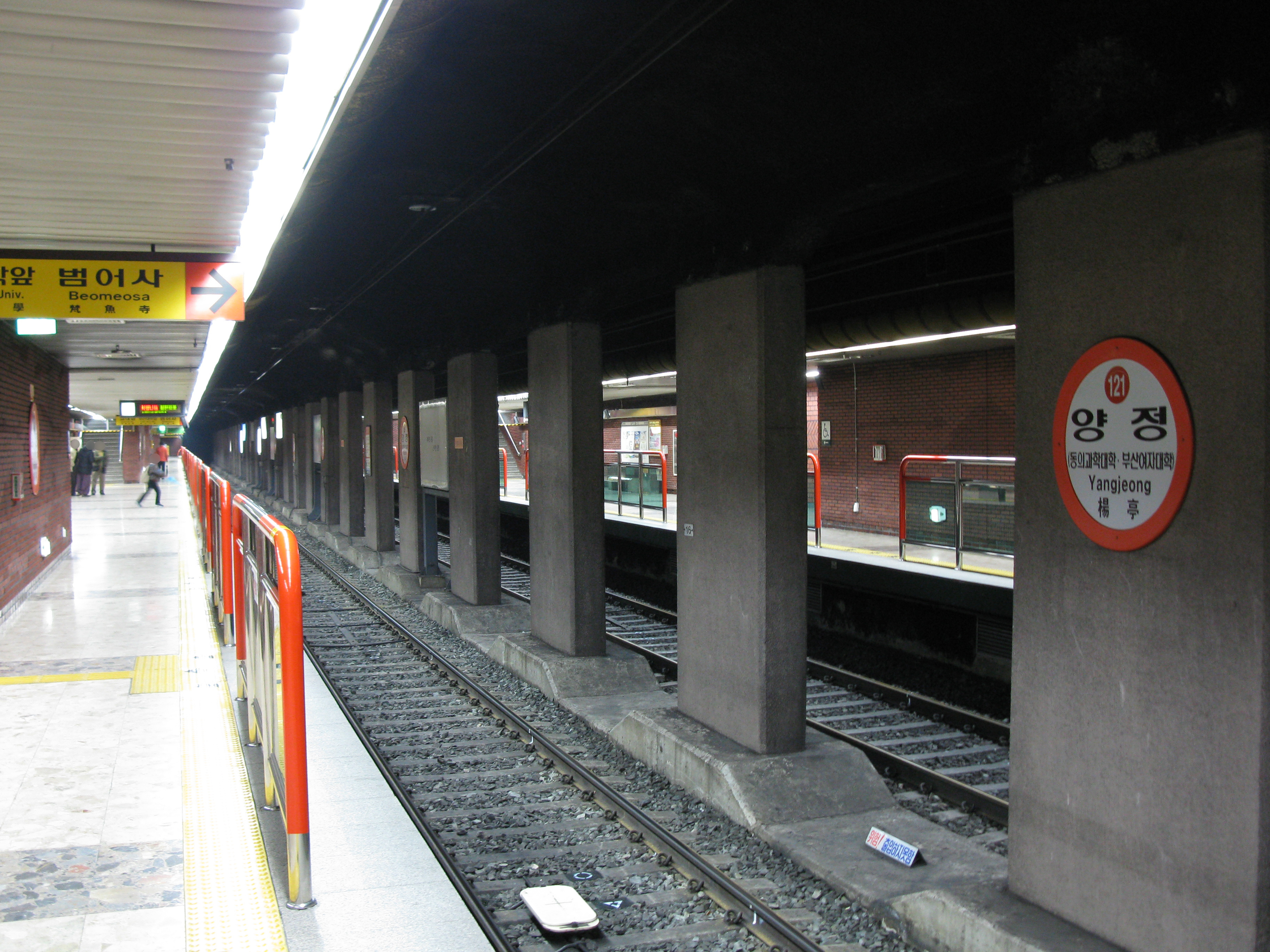
ホームドア設置前（2009年2月）

## 駅周辺
- 東義科学大学
- 釜山女子大学
- 釜山広域市教育研究情報院
- 楊亭1洞郵便局
- 楊亭洞郵便局
- 東義医療院
- 楊亭高等学校
- 釜山鎮女子高等学校
- 釜山鎮商業女子高等学校
- 国民銀行楊亭洞支店
- KEBハナ銀行楊亭駅支店
- 釜山銀行楊亭洞支店

## 隣の駅
釜山交通公社
 1号線
釜田駅 (120)　-　楊亭駅 (121)　-　市庁駅 (122)